# グアルディア・ピエモンテーゼ
グアルディア・ピエモンテーゼ（イタリア語: Guardia Piemontese; オック語: La Gàrdia）は、イタリア共和国カラブリア州コゼンツァ県にある、人口約1,900人の基礎自治体（コムーネ）。
この地域には中世、キリスト教の異端とされたヴァルド派の信者たちが、ピエモンテ山間部のオック語が話される地域（ヴァッリ・オッチターネ）から迫害を逃れるため移り住んだ。この町は1561年の虐殺事件まで、カラブリアにおけるヴァルド派の中心地のひとつであった。グアルディア・ピエモンテーゼには現代においても数百人のオック語話者がいる。

## 名称
地名は歴史の中で変遷を経ている。グアルディア (Guardia) は「監視する」「外を見る」 (watch-out or look-out) を意味しており、おそらくは11世紀に海岸に建設された監視塔に由来している。
グアルディアは、地元の有力な領主であるフィスカルド家（Fiscaldo. フスカルドに起源を持つ一族であり、フスカルド家 Fuscaldo ともいう）にちなみ、グアルディア・フィスカルディ (Guardia Fiscaldi) と呼ばれるようになった。オック語を話すヴァルド派の人々が定住するようになると、グアルディア・デイ・ヴァルディ (Guardia dei Valdi) という名になり、ヴァルド派が弾圧されるとグアルディア・ロンバルダ (Guardia Lombarda) と呼ばれるようになった。
現在のグアルディア・ピエモンテーゼ (Guardia Piemontese) に改められたのは1863年のことである。この名はヴァルド派の人々がやってきたピエモンテに由来する。

## 地理

### 位置・広がり
コゼンツァ県西部に位置するコムーネ。町域はティレニア海に面する。パオラから北北西へ約12km、ディアマンテから南南東へ約28km、県都コゼンツァから北西へ約29km、スペッツァーノ・アルバネーゼから南西へ約35km、州都カタンザーロから北西へ80kmの距離にある。

#### 隣接コムーネ
隣接するコムーネは以下の通り。
- アックアッペーザ
- チェトラーロ
- フスカルド
- モングラッサーノ

## 歴史

### ヴァルド派のカラブリア移住
グアルディアの町がいつ建設されたかは知られていない。「グアルディア」の地名のもととなった海岸監視塔 (torri costiere) は、11世紀に建設された。これは、沿岸部を襲撃するアラブの海賊（サラセン海賊）に対抗するためのものである。
ヴァルド派は12世紀後半にリヨン出身のピエール・ヴァルド（ピーター・ワルドー）を中心に形成されたキリスト教の教派であるが、1184年にローマ教皇から異端宣告を受けた。12世紀から13世紀にかけて、ボッビオ・ペッリーチェおよびトッレ・ペッリチェ（現在はピエモンテ州トリノ県に所属する）一帯での異端審問から逃れたヴァルド派の人々が、カラブリアに到着した。1315年までに、かれらはモンタルト・ウッフーゴに定住し、またのちにはサン・ソスティ、ヴァッカリッツォ、サン・ヴィンチェンツォにも定着した。地元の領主であるスピネッリ家 (it:Spinelli (famiglia)) （フスカルドの領主であった）は、かれらに避難所を与えた。1375年までには、かれらは海抜500mの丘に定住した。これが現在のグアルディアの「上の町」にあたる。長年にわたり、ヴァルド派の人々は表向きローマ・カトリックの信者を装って生き、ミサに参加したり、子供をカトリック教会で洗礼させたりした。しかし私的な領域でかれらはその信仰を守り、およそ2年の間隔で巡ってきては数日間滞在していくヴァルド派の巡回説教師の説教を受けた 。
16世紀前半に展開された宗教改革の成功を受け、それまで潜んでいたヴァルド派の人々の多くは、自らの本当の信仰を隠さないようになった。1532年、ヴァルド派はピエモンテの Chanforan （現在のトリノ県アングローニャに含まれる一地区）で開かれたシノド (fr:Synode de Chanforan) において、信仰を公にすることを決議した。カラブリアのヴァルド派の人々は、Marco Uscegli を特使としてジェノヴァに送り、説教者の派遣を求めた。これによりジャン・ルイジ・パスカーレ (it:Gian Luigi Pascale) がカラブリアに派遣され、グアルディア・ピエモンテーゼとサン・ソスティにヴァルド派の教会が設立された。

### 1561年のヴァルド派虐殺

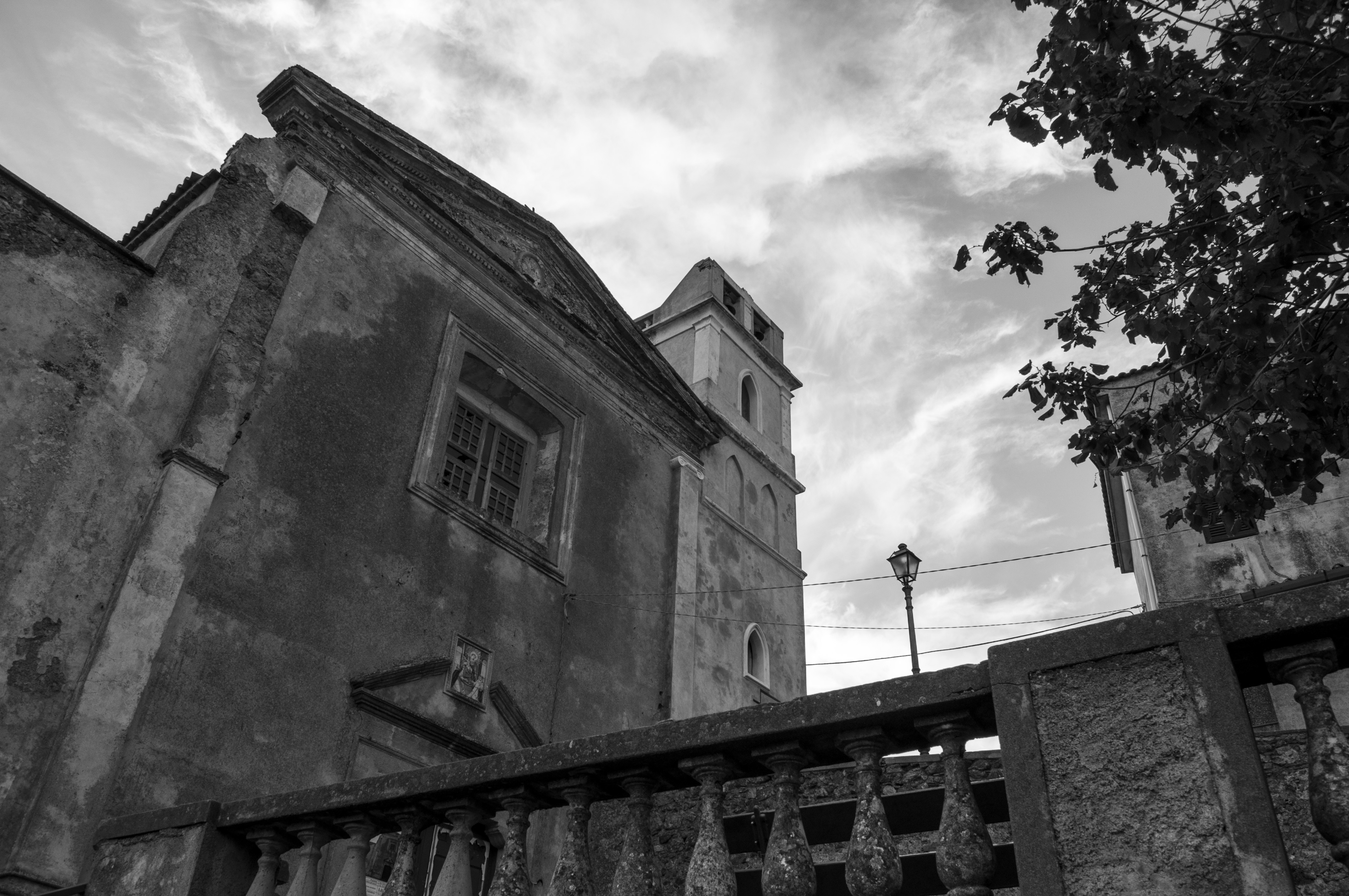
la chiesa del Santissimo Rosario

ピエモンテでのヴァルド派の活動活発化を受け、影響力のあったモンドヴィ司教・枢機卿ミケーレ・ギスリエーリ（のちの教皇ピウス5世）は、1560年、ヴァルド派に対する十字軍を開始した。
カラブリアのローマ・カトリック教会修道院長 Giovan Antonio Anania はギスリエーリに対し、カラブリアのヴァルド派が独自の説教師を採用していることを報告したため、ギスリエーリは修道院長に対し、コゼンツァ大司教 Taddeo Gaddi と連携して異端ヴァルド派を根絶するよう命じた。まず、Anania は脅迫をもってヴァルド派に改宗を強要しようとしたが、かれらはこれを拒否した。不吉な予感を得た多くのヴァルド派の人々は、周辺地域から要塞化されたグアルディアへと逃げこんできた。グアルディアの領主サルヴァトーレ・スピネッリ（Salvatore Spinelli、1506年頃 – 1565年）はヴァルド派を落ち着かせるよう試みるとともに、 Pascale と Uscegli には逃亡を勧めたが、無駄に終わった。
異端に与しているという非難を受けることを望まなかったスピネッリは、謀略を用いた。1561年6月、彼は40人の家臣とともに町の中に入ることを求めたが、その際には非武装で赴くと伝えた。領主に忠実なグアルディアの人々は、かれらを町に入れた。6月4日から5日にかけての夜、スピネッリとその部下たちは隠し持っていた武器を執り、町を制圧した。そして続く2週間の間に、スピネッリたちはグアルディアとその周辺で2000人のヴァルド派を殺害した。
サルヴァトーレ・スピネッリは、異端ヴァルド派の根絶を記念するために、グアルディアにドミニコ会の教会 Chiesa del SS. Rosario を寄進した。1565年4月、彼はその功績をもってフスカルド侯爵に叙せられた。

### 虐殺以後
ヴァルド派の教会は破壊された。虐殺を生き延びた人々は、ローマカトリック教会に改宗しなければならず、ヴァルド派の子孫同士の結婚は禁止された。町の家の正面扉には Spioncini と呼ばれる覗き窓が外から穿たれることとなったが、これは住人が完全に改宗しヴァルド派の伝統を本当に遠ざけているかを、異端審問官が確認できるようにするためのものであった。このような覗き窓が穿たれた扉は、現在も見ることができる。

## 文化

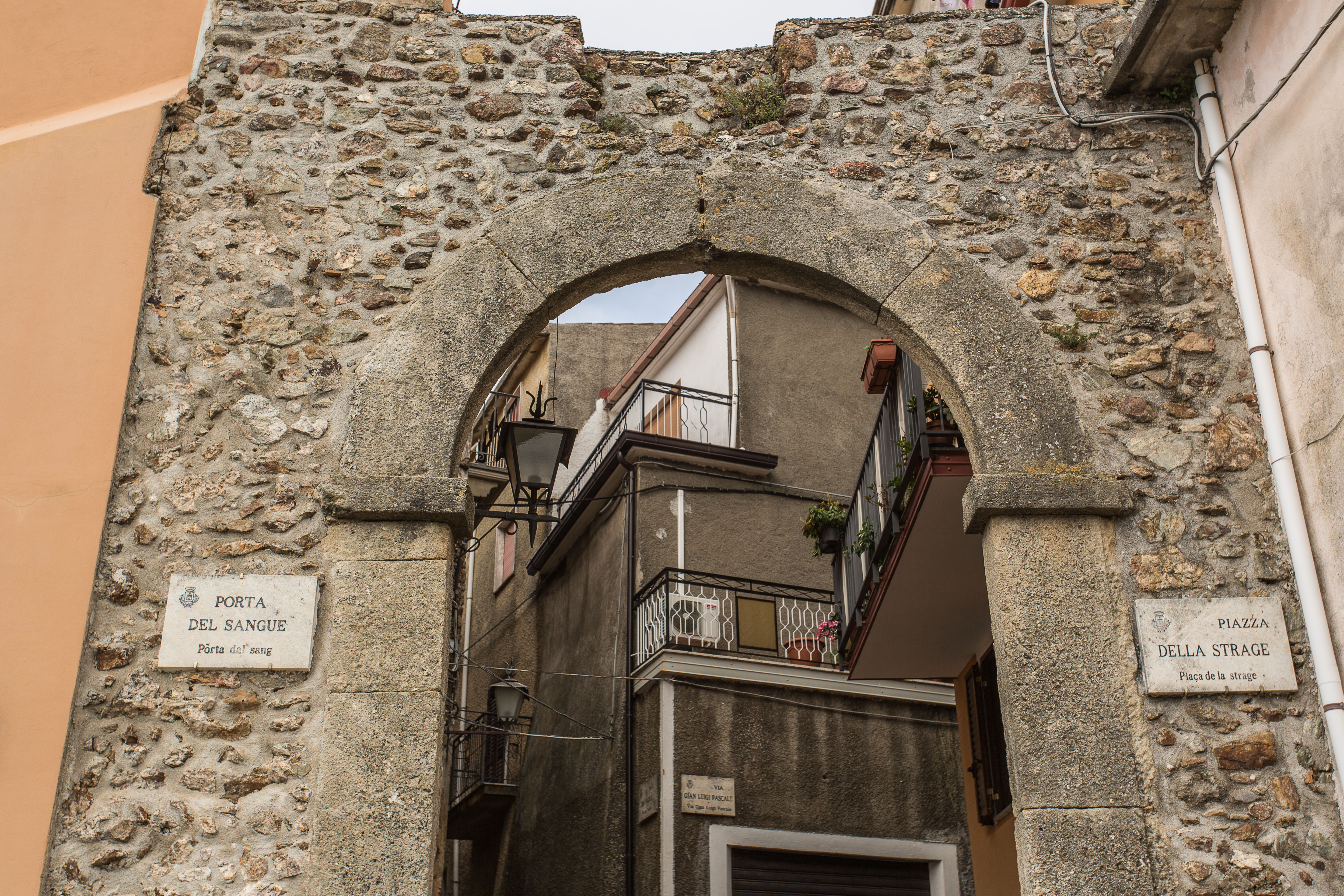
Porta del Sangue（外側から）

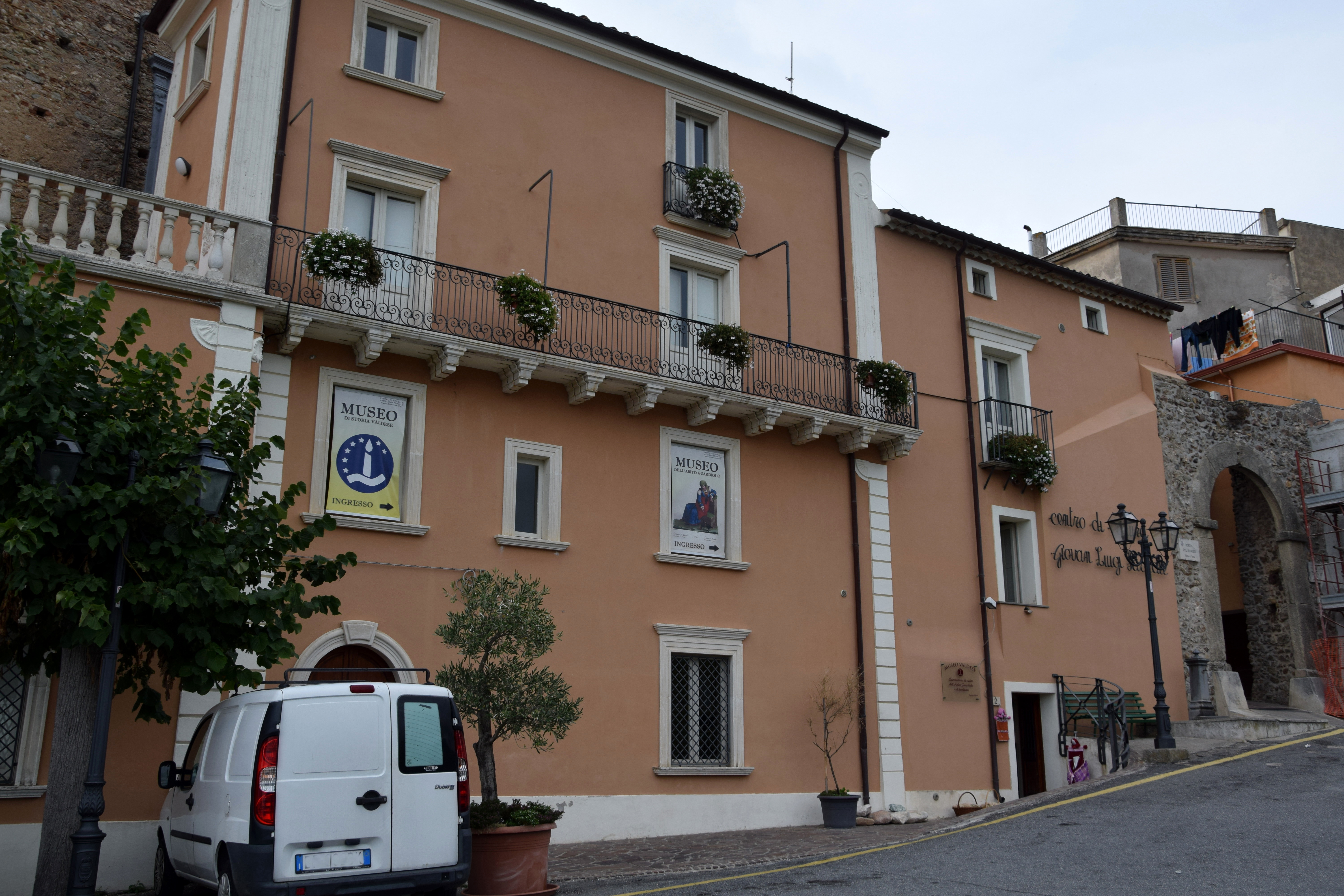
Centro di Cultura Giovan Luigi Pascale（右方にPorta del Sangue）

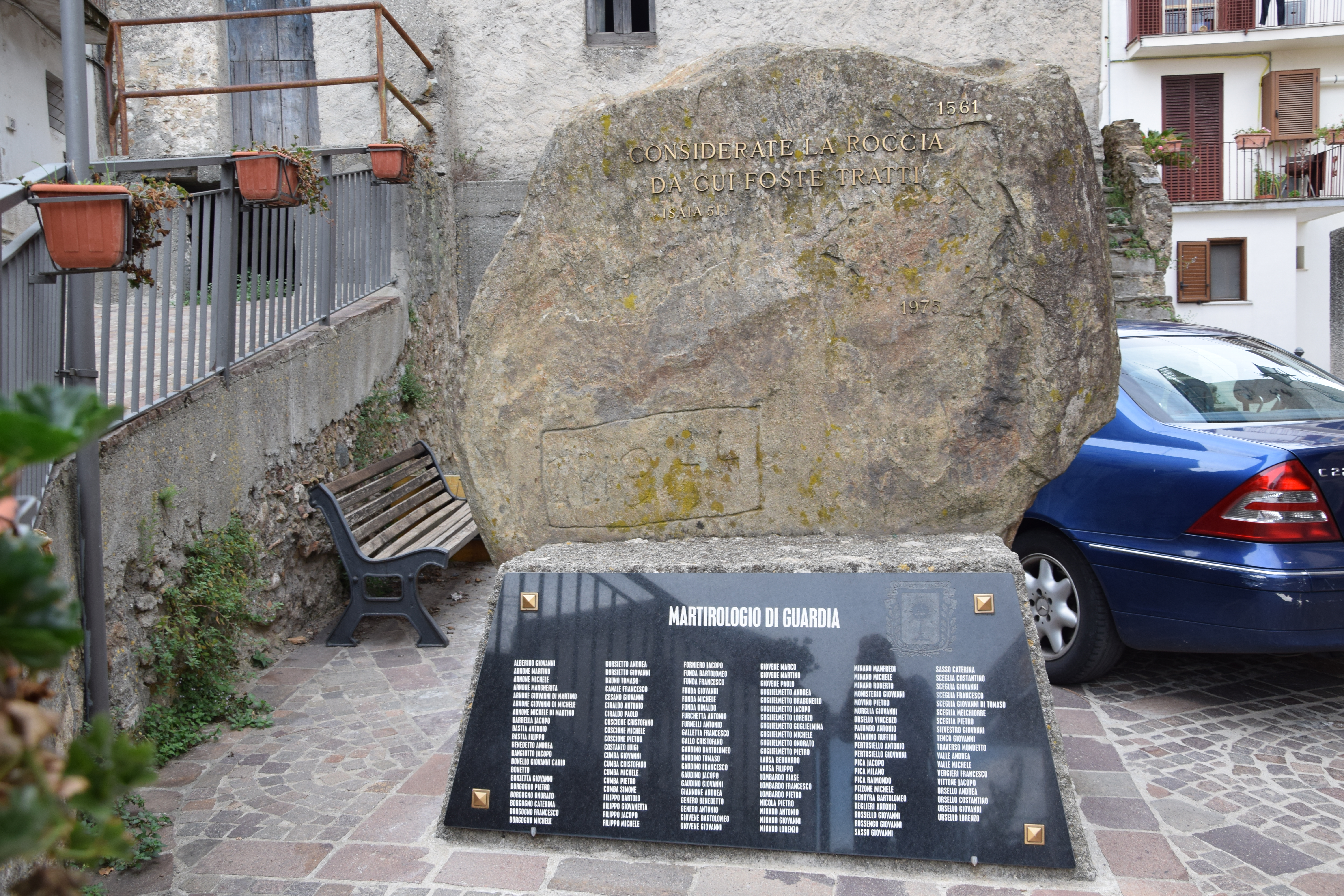
Roccia di Val Pellice

### 言語
グアルディア・ピエモンテーゼはオック語の言語島として知られる。「エスノローグ」ではオック語の項目において、グアルディア・ピエモンテーゼでもこの言語が話されていることが挙げられている。オクシタニア・ナショナリズムの中には、グアルディア・ピエモンテーゼを「オクシタニア」に含む主張もある。
当地で話されるオック語は、ヴィヴァロ・アルピーネ方言（アルピーネプロヴァンス語） (Vivaro-Alpine dialect)  の変種で、グアルディア語 (it:Guardiolo) とも呼ばれる。「危機に瀕する言語のレッドブック」によればグアルディア語の話者は340人で、「重大な危険」（severely endangered）に置かれているとされる。

### ヴァルド派の記憶
この町の正門 Porta del Sangue（血の門）の名は、1561年の虐殺を記憶するもので、町内で殺戮された人々の血がすべてこの門から流れ出たとされることから名づけられた。この門の隣には今日 Centro di Cultura Giovan Luigi Pascale と名づけられた文化センターがあり、グアルディアのヴァルド派の歴史に関する常設展示も行っている 。
現在の Piazza Chiesa Valdese（ヴァルド教会広場）は、かつて破壊されたヴァルド派教会のあった場所である。1975年、グアルディアの姉妹都市であるトッレ・ペッリチェから、ピエモンテの岩がちな山岳地帯から逃れたグアルディア人の子孫を記憶するために「ヴァル・ペッリーチェの岩」Roccia di Val Pellice が贈られ、ヴァルド教会広場に設置された。1561年の虐殺の中の犠牲者のうち、名前が知られている118人の犠牲者の名前が、岩にはめ込まれた銘板に刻まれている。